# Mellicta indigna
Mellicta indigna är en fjärilsart som beskrevs av Cabeau 1922. Mellicta indigna ingår i släktet Mellicta och familjen praktfjärilar. Inga underarter finns listade i Catalogue of Life.